# آسرام

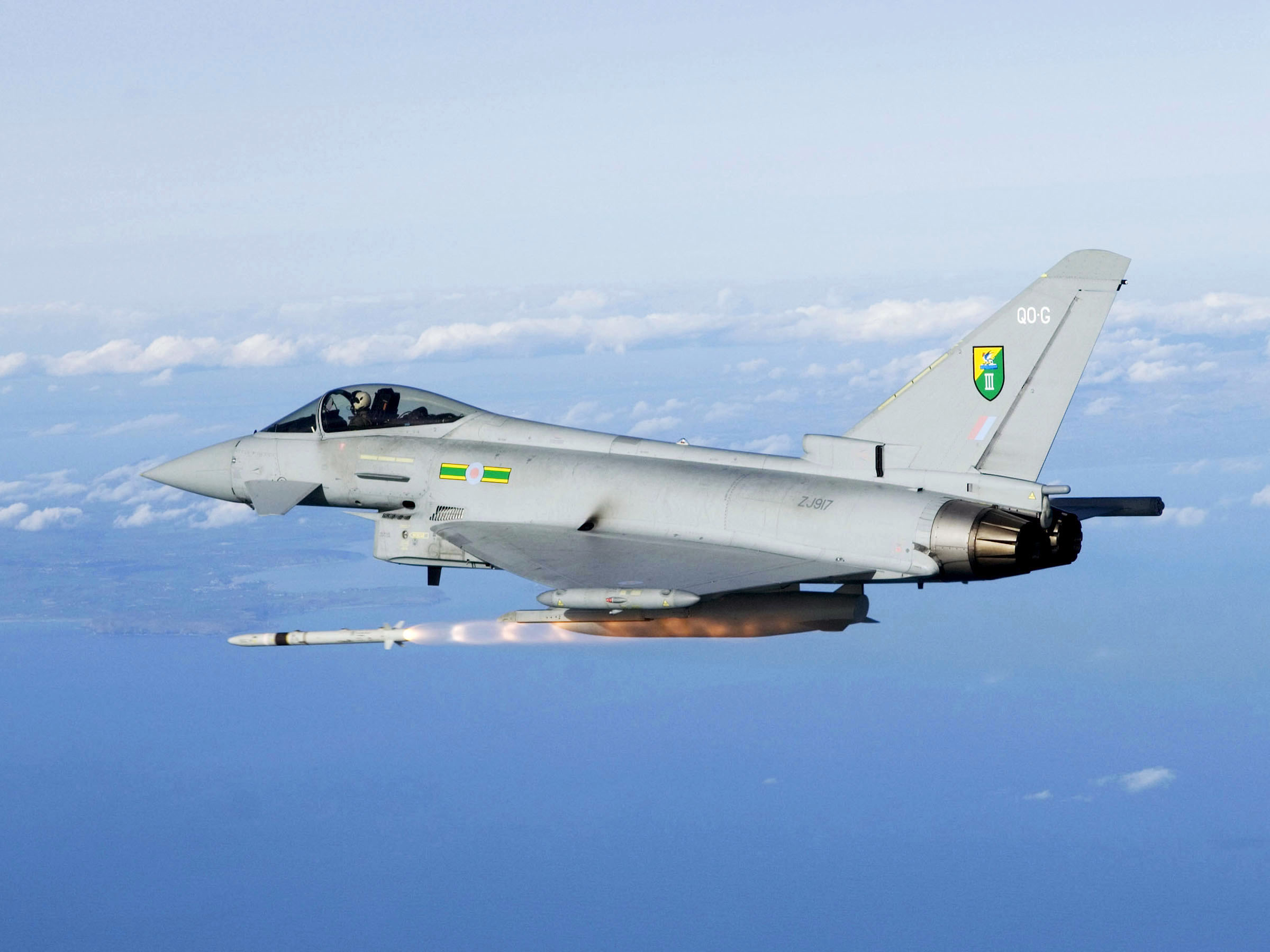
یوروفایتر تایفون نیروی هوایی پادشاهی بریتانیا در حال شلیک آسرام در سال ۲۰۰۷

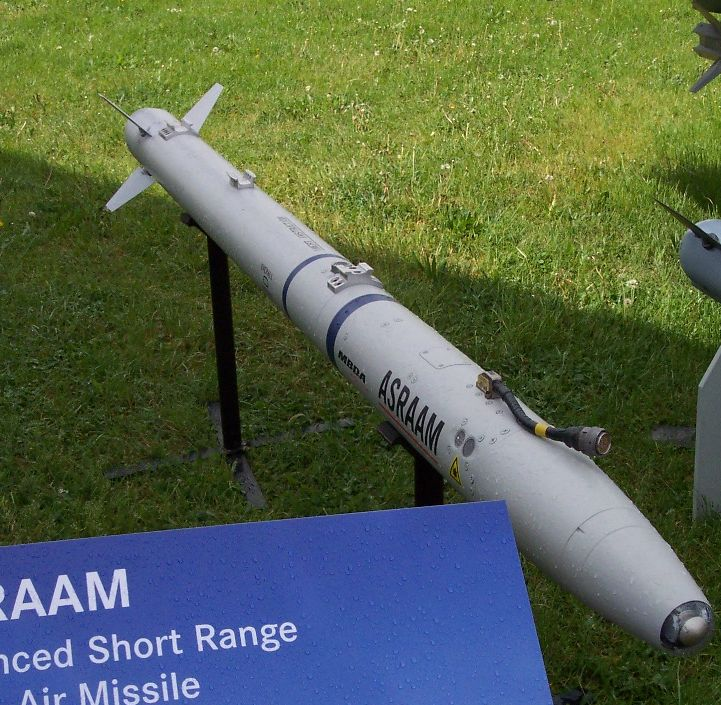
آسرام در نمایشگاه در ۲۰۰۶

موشک هوابه‌هوای کوتاه‌برد پیشرفته (Advanced Short Range Air-to-Air Missile) یا به اختصار آسرام (ASRAAM)، که توسط ایالات متحده با شناسه AIM-132 شناخته می‌شود، یک موشک هوابه‌هوا با سیستم آشیانه‌یابی فروسرخ (موشک حرارتی) است که برای مبارزات هوایی نزدیک ساخته شده‌است. این موشک در نیروی هوایی پادشاهی بریتانیا (RAF) و نیروی هوایی سلطنتی استرالیا (RAAF) در حال خدمت و جایگزینی با ایم-۹ سایدوایندرهای قدیمی است. آسرام طوری طراحی شده که به خلبان جنگنده اجازه می‌دهد شلیک کند و سپس قبل از این‌که هواپیمای مقابل بتواند برای شلیک نزدیک شود، دور شود. این موشک با سرعت بیش از ۳ ماخ پرواز می‌کند و برد آن بیش از ۲۵ کیلومتر (۱۶ مایل) است. توانایی مانور این موشک، ۵۰جی است.
این پروژه با همکاری بریتانیا و آلمان در دههٔ ۱۹۸۰ آغاز شد و بخشی از یک توافق گسترده‌تر بود. آلمان در سال ۱۹۸۹ برنامه را ترک کرد و انگلیسی‌ها به تنهایی ادامه داده و این موشک در سال ۱۹۹۸ به خدمت در RAF معرفی شد. آسرام، از آن زمان به عنوان جایگزین سایدوایندر در نیروی هوایی سلطنتی استرالیا انتخاب شد و در حال حاضر نیز در حال معرفی به نیروی هوایی هند است.

## ویژگی‌ها
آسرام یک موشک هوابه‌هوا و حرارتی با سرعت بالا و مانورپذیری بسیار بالا است. این موشک توسط MBDA در بریتانیا و به عنوان یک موشک «شلیک کن و فراموش کن» طراحی شده‌است. آسرام برای شناسایی و پرتاب علیه اهداف در فاصله‌های بسیار طولانی و مشابه با برد نسخه‌های ابتدایی ایم-۱۲۰ آمرام در نظر گرفته شده‌است تا بتواند دشمن را خیلی زود قبل از نزدیک شدن به اندازه کافی ساقط کند تا هواپیمای دشمن نتواند سلاح‌های خود را شلیک کند. از این نظر آسرام مشترکات بیشتری با آمرام، نسبت به سایر موشک‌های حرارتی دارد. آسرام، با این وجود، قدرت مانور بالایی را تأمین می‌کند. برای تأمین نیروی مورد نیاز، آسرام با قطر ۱۶٫۵۱ سانتی‌متر (۶ اینچ) ساخته شده‌است که بیشتر از قطر سایدوایندر و موشک آلمانی IRIS-T است و این موضوع، باعث افزایش نیروی محرکه شده و سرعت و برد آن را تا ۵۰ کیلومتر افزایش می‌دهد. افزایش قطر آسرام همچنین فضا را برای افزایش قدرت محاسباتی فراهم می‌کند و بنابراین قابلیت مقابله با اقدامات متقابل را در مقایسه با دیگر موشک‌های هوابه‌هوا، بهبود می‌بخشد.

## کاربران

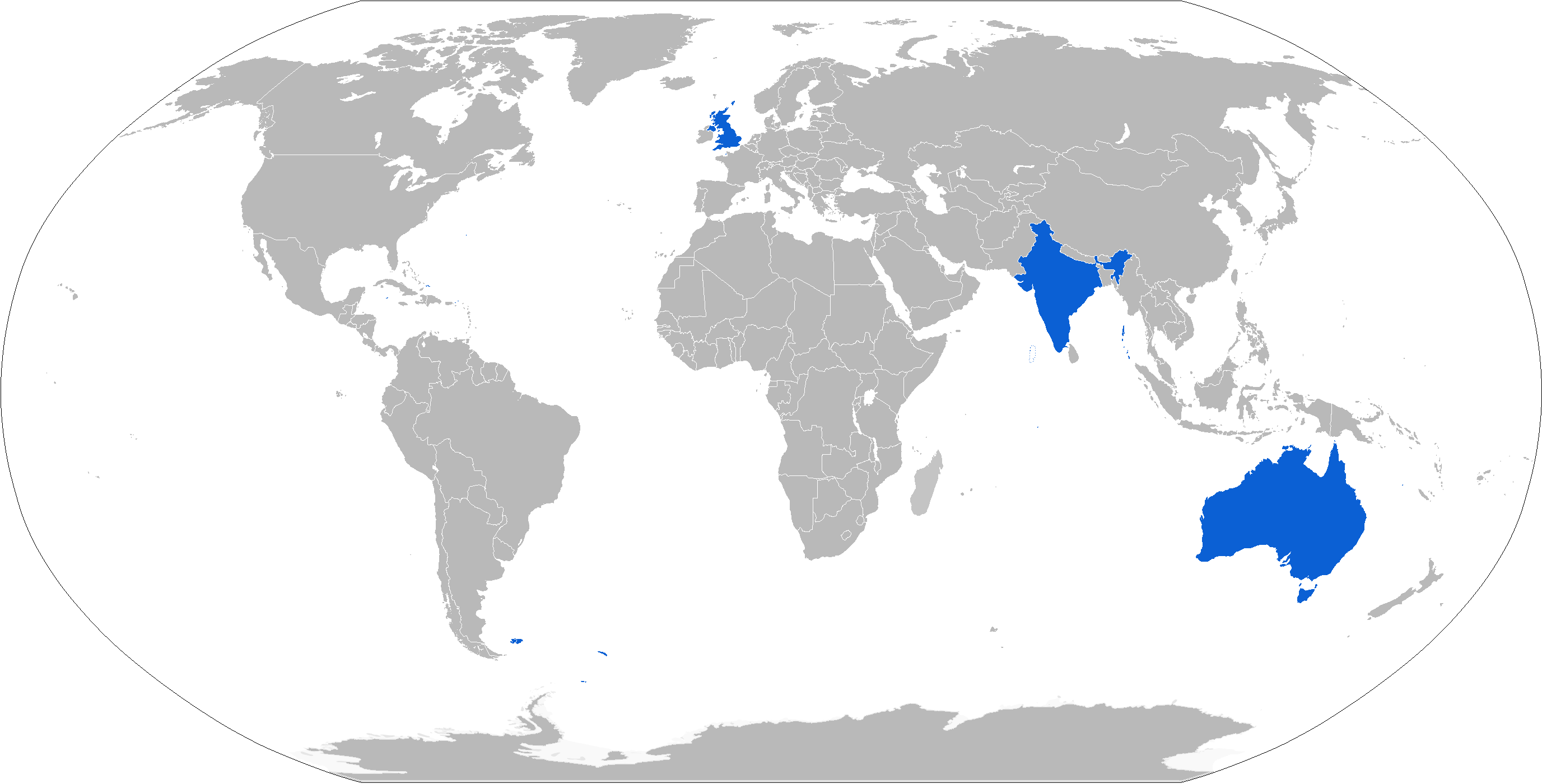
نقشهٔ کاربران آسرام به رنگ آبی

### کاربران کنونی
بریتانیا
نیروی هوایی پادشاهی بریتانیا، نیروی دریایی پادشاهی بریتانیا (برای لاکهید مارتین اف-۳۵ لایتنینگ ۲)
 استرالیا
نیروی هوایی سلطنتی استرالیا برای اف/ای-۱۸ هورنت.
 هند
نیروی هوایی هند در ۸ ژوئیه ۲۰۱۴ قراردادی برای خرید ۳۸۴ آسرام برای جایگزینی موشک‌های قدیمی ماترا مجیک خود امضا کرد. این کشور در حال بررسی قابلیت استفاده از آسرام برای جنگنده‌های سپکت جگوار خود است.